# سنگیتا کریش
سنگیتا کریش (به انگلیسی: Sangeetha Krish) (زاده ۲۱ اکتبر ۱۹۷۸) بازیگر، رقصنده و مجری تلویزیون هندی است.
از کارهای معروف او می‌توان به بازی در فیلم‌های پسر اجداد، ماسو نام مستعار ماسیلامانی، جان‌سخت، آچاریا، تامیلاراسان و وارث اشاره کرد.